# Vojenská přehlídka

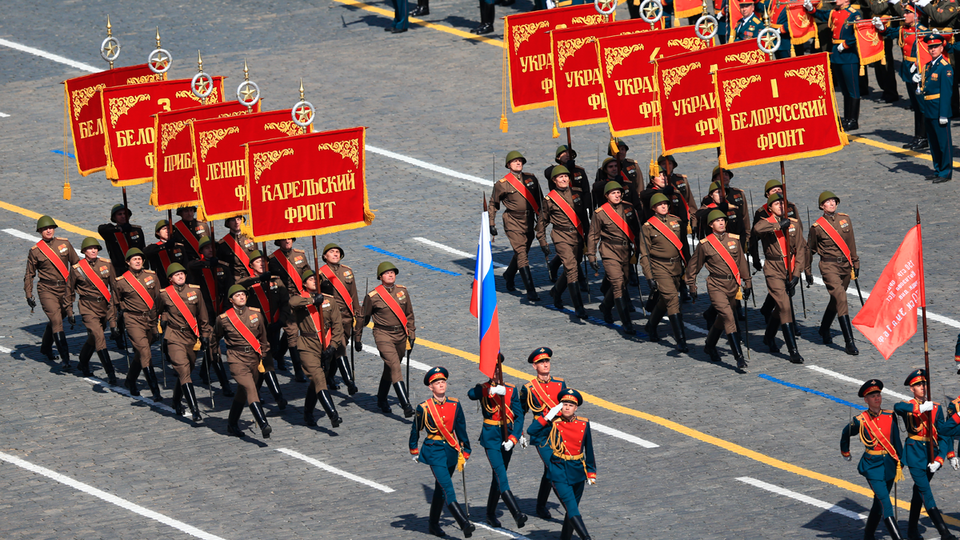
Vojenská přehlídka v Moskvě při oslavách 70. výročí konce druhé světové války v roce 2015

Vojenská přehlídka je prezentace vojenských sil dané země nebo organizace. Většinou se jedná o prezentaci schopnosti vojenských sil včetně prezentace vojenské výzbroje a výstroje prezentovaných jednotek a techniky nebo připomenutí významné události v historii dané země. V dobách míru se ve většině států koná vojenská přehlídka při událostech jako je korunovace, inaugurace prezidenta nebo ve významný státní svátek. Mezi světově nejznámější vojenské přehlídky patří každoroční vojenská přehlídka k výročí pádu Bastily 14. července 1789 ve Francii nebo k výročí Dne vítězství 9. května 1945 v Rusku.
V minulosti vojenské přehlídky organizovaly vojensky orientované státy. Téměř pravidelné vojenské přehlídky byly organizovány v bývalém ČSSR (v Praze na Letné) nebo SSSR (v Moskvě na Rudém náměstí, tradičně vždy 7. listopadu a po 2. světové válce i 9. května) a jiných satelitních státech. Taktéž před a během druhé světové války organizovalo vojenské přehlídky také Německo, které je využívalo k vlastní propagaci síly.
Vojenské přehlídky se také konaly při blížícím se vojenském konfliktu pro uklidnění veřejnosti, nebo po jeho ukončení konaném vítěznou stranou ve formě oslavy svého vítězství. Během vojenské přehlídky většinou hraje vojenská pochodová hudba, vojska pak defilují parádním krokem. Vojenské přehlídky se často zúčastňuje i vojenské letectvo, které obvykle přelétává v bojových letounech nad místem přehlídky.

## Vojenské přehlídky na území České republiky

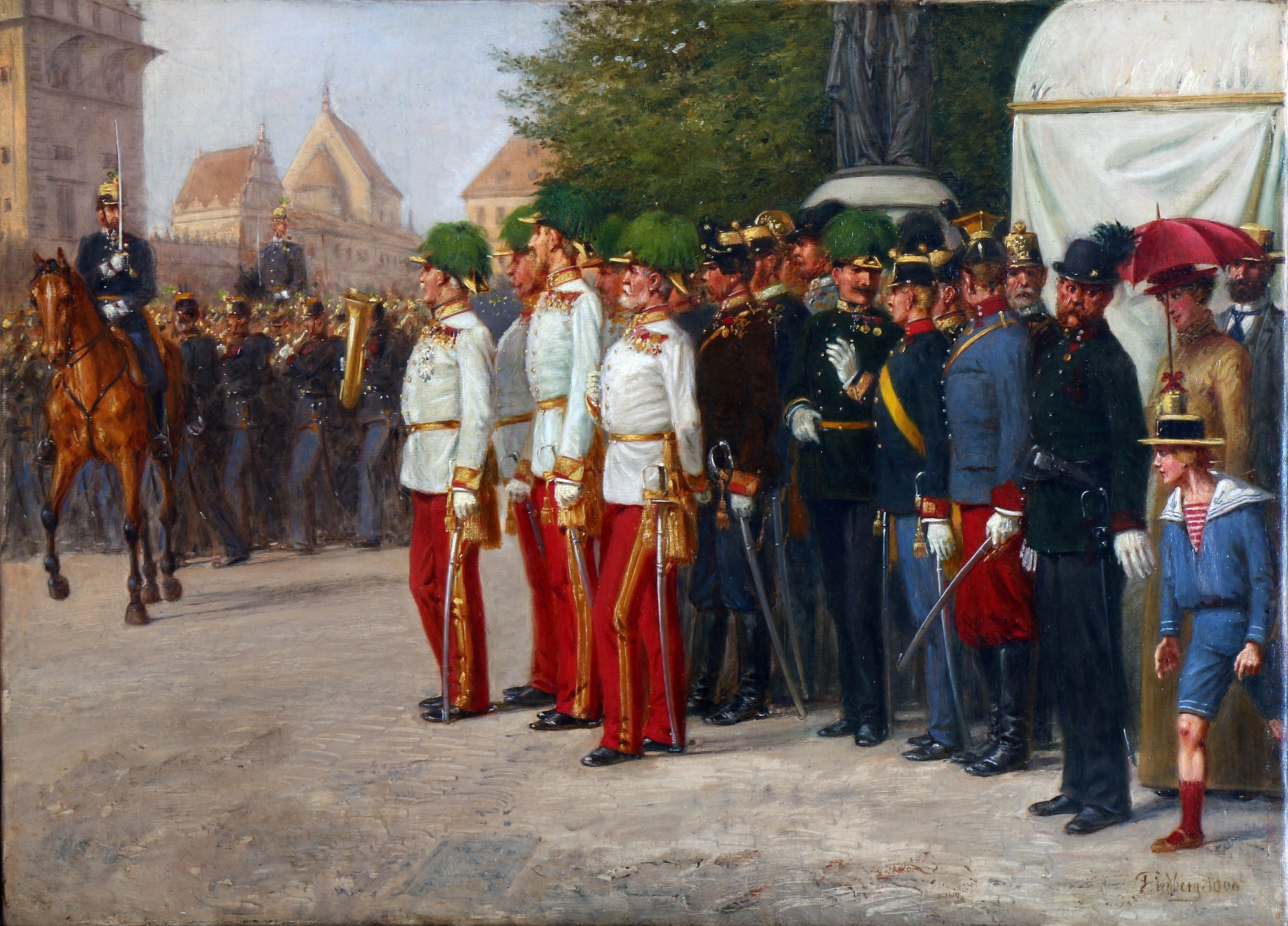
Emanuel Salomon Friedberg-Mírohorský: Vojenská paráda v Praze v roce 1900.

V Praze se konaly vojenské přehlídky pravidelně již za rakouské monarchie a poté i v době tzv. první republiky. V září 1937 se např. konala vojenská přehlídka na Wilsonově třídě před Wilsonovým nádražím k příležitosti státního pohřbu T. G. Masaryka. Od roku 1950 je armáda začala pořádat pravidelně, první přehlídka se uskutečnila v roce 1951 na Letné. Přehlídky se konaly většinou každých 5 let u příležitosti konce druhé světové války. Poslední přehlídka se uskutečnila v květnu 1985 na Letné.
8. května 2005 se v Praze na Letné konala polovojenská historická přehlídka organizovaná historickými kluby, které ze zúčastnili i vrcholní státní představitelé. Zúčastnily se jí i některé jednotky pravidelné armády a nové stíhací letouny Saab JAS-39 Gripen, avšak plnohodnotnou armádní přehlídkou nebyla.
V České republice se pak konaly vojenské přehlídky při příležitosti 90. výročí vzniku Československa 28. října 2008 a 28. října 2018 u oslav 100. výročí vzniku Československa.
- Vojenská přehlídka v Praze (2008)
- Vojenská přehlídka v Praze (2018)

## Historické přehlídky
- Rudá armáda během Velké vlastenecké války uspořádala pouze jednu jedinou tradiční vojenskou přehlídku dne 7. listopadu 1941 tradičně na počest výročí Říjnové revoluce, šlo o politický manifest, neboť nedaleko od sovětského hlavního města právě probíhala bitva o Moskvu, většina vojáků a tanků odcházela či odjížděla z této přehlídky přímo na frontu. Příprava této vojenské přehlídky probíhala ve velmi přísném utajení, o jejím konání do poslední chvíle nevěděli ani velitelé zde přítomných vojenských útvarů. Kvůli aktuální hrozbě leteckého napadení letouny německé Luftwaffe se navíc tato přehlídka nekonala v tradičních 10:00 moskevského času, ale na poslední chvíli byla přeložena o dvě hodiny dříve na 8:00 ráno. Projev na této legendární přehlídce nepřednesl velitel přehlídky, ale netradičně vrchní velitel Rudé armády Stalin. Také průběh této vojenské přehlídky tradičně do světa vysílal živě Sovětský rozhlas. V následujících letech 1942 až 1944 se další sovětské vojenské přehlídky na Rudém náměstí vůbec nekonaly.
- Velká Přehlídka vítězství ve Velké vlastenecké válce se na Rudém náměstí konala dne 24. června 1945, tedy v době kdy druhá světová válka v Evropě již skončila, této přehlídce velel Georgij Konstantinovič Žukov, součástí přehlídky se stalo předvádění velkého množství ukořistěných válečných praporů a bojových zástav německého Wehrmachtu.